# II-53
De II-53 is een nationale weg van de tweede klasse in Bulgarije. De weg loopt van Polikraisjte via Sliven en Jambol naar Sredets. De II-53 is 212 kilometer lang.